# 大リビア・アラブ社会主義人民ジャマーヒリーヤ国

大リビア・アラブ社会主義人民ジャマーヒリーヤ国
الجماهيرية العربية الليبية الشعبية الاشتراكية العظمىا (アラビア語)

国の標語: وحدة ، حرية ، اشتراكية（アラビア語）
統一、自由、社会主義国歌: الله أكبر（アラビア語）
アッラーフは偉大なり

大リビア・アラブ社会主義人民ジャマーヒリーヤ国の位置

大リビア・アラブ社会主義人民ジャマーヒリーヤ国（だいリビア・アラブしゃかいしゅぎじんみんジャマーヒリーヤこく、アラビア語: الجماهيرية العربية الليبية الشعبية الإشتراكية العظمى）は、かつて北アフリカのリビアに存在した共和制国家である。首都をトリポリに置き、行政機関の一部をシルテに置いていた。1969年から1977年までのリビア・アラブ共和国も合わせて記述する。
アフリカ世界と地中海世界とアラブ世界の一員であり、アフリカ連合とアラブ連盟、アラブ・マグレブ連合にも加盟していた。
2011年2月17日、ベンガジを根拠地とする勢力リビア国民評議会との間で内戦が始まり（2011年リビア内戦）、2011年8月23日に首都トリポリが評議会軍の攻勢によって陥落し、ムアンマル・アル＝カッザーフィーも殺害されたことで滅亡した。

## 国名
正式名称は、アラビア語: الجماهيرية العربية الليبية الشعبية الإشتراكية العظمى（ラテン文字転写 : al-Jamāhīrīya al-‘Arabīya al-Lībīya al-Sha‘bīya al-Ishtirākīya al-‘Uẓmā アル＝ジャマーヒーリーヤ・アル＝アラビーヤ・アッ＝リービーヤ・アッ＝シャアビーヤ・アル＝イシュティラーキーヤ・アル＝ウズマー）。通称は、ليبيا（Lībiyā リービヤー）。
公式の英語表記は、Great Socialist People's Libyan Arab Jamahiriya。Greatがついたのは1986年のことである。通称は、Libya。
ジャマーヒリーヤとは最高指導者ムアンマル・アル＝カッザーフィー（カダフィ大佐）による造語で、「大衆による共同体制」といったような意味を持つ。
日本語の表記では、大リビア・アラブ社会主義人民ジャマーヒリーヤ国。また、社会主義人民リビア・アラブ国と訳す場合もある。後者の名称は2004年まで用いられたが、CIA Factbook の名称変更に伴い、日本（外務省ウェブサイトなど）でも正式国名として前者の名称が採用された（ただし、同じ外務省による表記であっても、各種の条約・協定の和訳文中では後者の名称が用いられ続けていた）。
- 1969年 - 1977年：リビア・アラブ共和国
- 1977年 - 2004年：社会主義人民リビア・アラブ国
- 2004年 - 2011年：大リビア・アラブ社会主義人民ジャマーヒリーヤ国

## 歴史
1951年にキレナイカ、トリポリタニア、フェッザーンの3州による連合王国として独立したリビア連合王国（1963年に連邦制が廃止され、リビア王国へ）の国王でサヌーシー教団の指導者であったイドリース1世を、1969年9月1日、ナセル主義者であった27歳の大尉ムアンマル・アル＝カッザーフィーと同志の青年将校たちがクーデターで追放して、リビア・アラブ共和国が成立。なお、トルコに滞在中であった国王イドリースは退位し、共和国の最高政治機関である「革命指導評議会」を率いるカッザーフィーが事実上の元首となった。
1973年より、カッザーフィーはイスラーム主義や社会主義やナセル主義に基づく国家を建設を目指した「文化革命」を開始し、「ジャマーヒリーヤ」という独自の直接民主制の推進、全国人民会議の設置、『緑の書』の執筆などを進めていった。1977年3月2日には全国人民会議が「人民主権確立宣言」を行い、リビア・アラブ共和国は廃止され「社会主義リビア・アラブ・ジャマーヒリーヤ国」（1986年に「大リビア・アラブ社会主義人民ジャマーヒリーヤ国」と改称）へと移行した。以後は1980年にかけて行政機構や経済システムの変革が行われ、共和国時代の一党独裁政党であるアラブ社会主義連合のほか、革命指導評議会、行政機関、内閣、元首、憲法、私有経済などが廃止・解体されていった。
対外的には、ソ連に接近して援助を受けた。1970年代から1990年代まで数々のテロを支援したため、アメリカやイギリスなどの欧米諸国と敵対した。1985年に発生した西ヨーロッパでの一連のテロ事件により経済制裁を受け、1986年にはアメリカ軍によって空爆（リビア爆撃）されたが、その報復として1988年にパンナム機を爆破（パンアメリカン航空103便爆破事件）した。このため、アメリカからはテロ支援国家に指定された。
このような好戦的な外交姿勢や、相次ぐ政府主導のテロにより、1992年にリビアは国連によって経済制裁を受け、1999年に経済制裁が解除されるまで経済の衰退が進んだ。
2001年の同時多発テロ事件以降は一転してアメリカと協調路線をとるようになり、2006年5月15日にアメリカ合衆国はリビアとの国交正常化を発表し、リビアはテロ支援国家指定から解除された。
一方、成果を出せない親アラブ外交から親アフリカ外交へとシフトし、アフリカ合衆国構想を掲げ、アフリカ連合内で主導権を握ろうとした。
2009年、国連総会とアフリカ連合で、2010年にアラブ連盟で議長国を務めた。
2010年末より周辺国にてアラブ革命が発生したが、2011年1月21日に三菱東京UFJ銀行が「カダフィ大佐による統治体制に揺らぎは見られない」「リスクがさらに高まるというところには至っていない」とリビアやエジプトへの波及を否定するレポートを出すなど、大リビア・アラブ社会主義人民ジャマーヒリーヤ国の体制は依然磐石とする見方もあり、多くの日本人も現地駐在を続けていた。
しかし、2011年2月、カッザーフィーの辞職を求める非常に小規模な反政府デモが発生。各地で武装蜂起した反政府武装勢力（後のリビア国民評議会）に対して、革命指導者カッザーフィーやその二男で人民社会指導部総合調整官サイフ・アル・イスラームが直々にメディアに出演して、反政府武装勢力の鎮圧を唱えるに至った。この結果、リビア軍やアフリカ諸国などからの外国人傭兵部隊によって首都を含む各地の反体制派への重火器攻撃が実施され、リビアはこれ以後約半年間、内戦状態に陥った。
当初は反体制派が優勢であったものの、反体制派が主に傭兵で構成されていたのと、民衆の支持が得られていなかったことから、徐々に政権側が反転攻勢をかけ、一時は反体制派の拠点であったベンガジ進攻寸前にまで至った。しかし、NATO（北大西洋条約機構）を中心とした欧米諸国やアラブ諸国が反体制派を軍事的に支援したことで劣勢は回避され、しばらくこう着状態が続いた後、ミスラタを攻めていた政権側が撤退して以降、反体制側が勢いを盛り返し、8月23日に首都のトリポリが陥落したため、40年以上続いたカッザーフィー政権（大リビア・アラブ社会主義人民ジャマーヒリーヤ国）は事実上崩壊。カッザーフィー派はトリポリ陥落後に拠点をスルト（シルテ）に移し、リビア国民評議会との戦闘を継続していたが、10月20日に最後の拠点スルトが陥落し、カッザーフィー自身も死亡したことにより大リビア・アラブ社会主義人民ジャマーヒリーヤ国は名実ともに終焉した。23日には、リビア国民評議会が全土解放宣言を行い、半年間続いた内戦は終結したが、その後再び2014年リビア内戦を招くことになる。
これ以降は「リビア」を参照。

## 政治
1977年以後の大リビア・アラブ社会主義人民ジャマーヒリーヤ国は人民主権に基づく直接民主制を宣言し、ジャマーヒリーヤと呼ばれる独特の政体をとる国家であった。成文憲法は存在せず、1977年に制定された人民主権確立宣言が、その機能を果たした。また、イスラム法も主要な法の源とされていた。
1969年以来、アラブ社会主義連合による一党独裁体制が敷かれていたが、1977年をもって同党は解散し、党の権能はそのまま国家機関へと移行した。以来、政党は存在しなかった。
大リビア・アラブ社会主義人民ジャマーヒリーヤ国は直接民主制を標榜する国で、建前上国民の代表からなる議会は存在しないが、事実上それに代わる仕組みとして全国人民会議（General People's Congress）が置かれていた。議員は内閣に相当する全国人民委員会各書記（大臣）のほか、各マハッラ（町）、シャアビーア（県）、学校や職場などに置かれている人民委員会などから法律で役職指定されており、2006年時点で1,000名前後である。
法律上、リビアに元首は存在しないが、外国大使の信任状の接受は全国人民会議書記が行うことと定められており、同書記が事務的には元首代行の役割を担っていた。なお、基礎人民会議には、原則18歳以上の全成人の参加が義務づけられており、年数回の会期中は市内の商店も閉店を余儀なくされたが、実際に会議に参加するのは政権に忠実な一部国民に限られ、そこでの討議内容もあらかじめ定められ、不規則発言は許されなかった。
内閣に相当する全国人民委員会のメンバーは、全国人民会議において選出され、首相に相当する役職は全国人民委員会書記であった。
最高司法機関は最高裁判所で、その下に高等裁判所、第一審裁判所が存在した。また、国の治安に関する事案を扱う特別裁判所として人民裁判所が置かれていたが、後に廃止された。なお、多くのイスラム国家同様、死刑制度があった。
国内外には、民主主義政権確立を目指すリビア民主運動やリビア国民連盟、カッザーフィー政権打倒そのものを目的とするリビア救済国民戦線、そして過激派テロ組織イスラム殉教者運動まで、さまざまな目的をもつ反政府組織があった。反政府勢力結集の動きもロンドンを中心に見られたが、王党派（イドリス国王の弟の孫が王位継承者）からイスラム過激派、民主主義派まで思惑は様々であり、内戦勃発まで長らく反政府勢力の影響力は限定的とみられてきた。

### 最高指導者

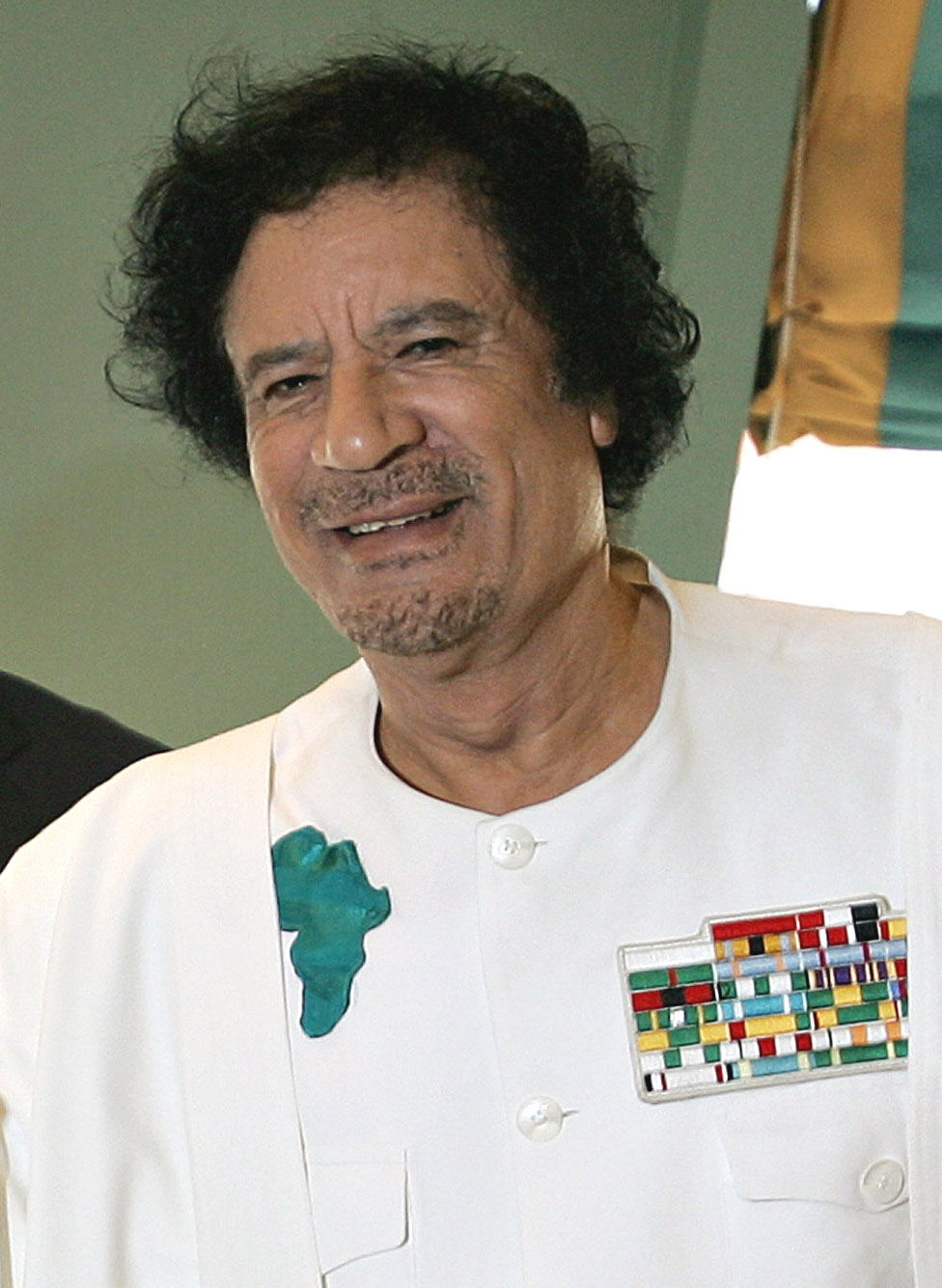
ムアンマル・アル＝カッザーフィー

直接民主制であるジャマーヒリーヤの建前の上からは、リビアには国家元首が存在しないことになっていた。1969年9月1日の革命以来、革命指導者の称号を持つムアンマル・アル＝カッザーフィーが事実上の最高指導者であり、なおかつ国政の実権を握っていた。ただし、公的な役職には1970年代半ばから就いていないことから全国人民会議などの公の会議には出席せず、会議後、会議出席者の「要請」を受ける形で国民への「助言」として事実上の施政方針演説を行った。カッザーフィーは1990年代、パンナム機爆破事件の容疑者引き渡し問題で当時の国連のコフィー・アナン事務総長と会談した際、「私は大統領でも首相でもないので、（容疑者2人を）引き渡す権限がない」と発言した。
なお、「革命指導者」であるカッザーフィーは、各国のマスコミなどでは一般的に「カダフィ大佐」と呼ばれており、事実上の最高指導者が「大佐」であることに違和感を持つ向きもあった。カッザーフィーが「大佐」と呼ばれている理由については諸説がある（ムアンマル・アル＝カッザーフィー#名称表記の項を参照）。
日本国の天皇とカッザーフィーが慶事などで祝電・答電を送り合う場合、日本語では「リビア国革命指導者カダフィ閣下」と表記された。
2009年10月、カッザーフィーの次男のサイフ・アル・イスラームが「人民社会指導部総合調整官」に任命され、有力な後継者となった。

## 軍事
陸海空三軍がある。2011年の騒乱に際しては、アフリカ諸国からの傭兵が注目された。1986年から1987年にかけてチャド内戦に介入したが、トヨタ戦争でチャドに敗れた。
2011年リビア内戦では、反体制派リビア国民評議会やその軍事部門リビア人民軍、ハリファ・ハフタルのリビア国民軍などの反カダフィ勢力やそれを支援するNATO軍などを相手に戦闘を行ったが、カダフィ政権崩壊によりリビア軍は一旦消滅した。その後、リビア暫定政権により、正規軍が再編される。
- 軍種：武装人民軍（陸軍）、海軍、防空軍（空軍部隊を含む）
- 最年少の兵士は17歳。
- 軍事費は13億ドル。GDP比は3.9%。
- リビア海軍艦艇一覧

### 核開発
もともと核兵器の開発疑惑があったが、アメリカおよびイギリスとの9か月にわたる秘密交渉の後、2003年12月に核兵器など大量破壊兵器開発をしていた事実を認め、即時かつ無条件の廃棄を表明、IAEAの査察も受け入れ、核兵器を全廃した。これ以降、アメリカとの半年後の国交回復など各国との関係改善が進み、2006年にテロ支援国家指定が解除された。これは核放棄の見返りを得る先例（リビア方式と呼ばれる）となったが、その後、NATOのリビア介入での武力行使を招いた。リビアが核兵器を保有していたらNATOのリビア空爆などの武力行使は極めて困難であった（ただし、リビアが核兵器開発を放棄した2003年の段階で核兵器の保有にはほど遠く、仮に2003年以降も核兵器開発を継続していたとしても、NATOがリビア内戦に介入した2011年までに核兵器保有を実現し、十分な抑止力とするのは不可能であったと考えられる）。

## 国際関係
在外公館は大使館という名称を使わず、人民事務所と称していたが、アラブ圏におかれるものは「関係局 (Relations Bureau)」との名称が用いられていた。日本駐在の人民事務所の長としては長らく「代理書記」（臨時代理大使相当。信任状捧呈なし）が派遣されていたが、2004年4月に「書記」（特命全権大使相当。皇居での信任状捧呈あり）が派遣された。
2007年11月、リビアはアラビア語併記のないパスポート所持者の入国を拒否すると各国に伝えた。そのため、リビアに入国するためには、あらかじめパスポートにアラビア語併記の手続きをしておく必要が生じた（入国には1人あたり1,000ドルの保証金が必要）。

### 国際機関との関係
2009年に、第64回国連総会議長国とアフリカ連合議長国を務めた。同年、カダフィが国連総会で演説し、国連改革を提唱した。2010年にはアラブ連盟議長国を務めた。

### 対欧米関係・テロ支援問題
大リビア・アラブ社会主義人民ジャマーヒリーヤ国はかつて反欧米、反イスラエルのアラブ最強硬派の国家であった。1970年代や1980年代には欧米やイスラエルで数々のテロを引き起こした（あるいは過激派のテロ支援をしてきた）。このため、欧米などから「テロ国家」と非難され、テロ支援国家にも指定された上、また核兵器の開発も秘密裏に進めていた。
1984年にはロンドンのリビア大使館員が路上で反政府デモを行っていたリビア人に大使館内から銃を発射し、デモの警備を行っていたスコットランドヤードの警察官イヴォンヌ・フレッチャーが死亡した。その後、イギリスはリビアとの国交を断絶した。1985年6月14日にはトランス・ワールド航空機がハイジャックに遭い人質が殺害され（トランス・ワールド航空847便テロ事件）、同年10月7日にはイタリアの客船をリビア人がシージャックしユダヤ系アメリカ人人質1名を殺害（アキレ・ラウロ号事件）、同年12月27日には、ローマ国際空港とウィーン国際空港で同時に銃乱射や手榴弾投擲によるテロ事件が起きた（ローマ空港・ウィーン空港同時テロ事件）。
さらに、1986年4月にもトランス・ワールド航空機が爆破テロに遭い（トランス・ワールド航空840便テロ事件）、アメリカ合衆国はこれらの一連のテロがリビアの政府の支援のもと行われていたと断定し、4月15日にシドラ湾に展開した空母戦闘群からリビアの最高指導者カッザーフィーを狙って空爆（リビア爆撃）を実施している。この爆撃の報復の一つとしてリビアが引き起こした1988年のパンナム機爆破事件では、国際連合に経済制裁を課せられるなど国際社会から完全に孤立することとなった。
しかし、2000年代に入って態度が軟化し、2003年には核開発を全面放棄、パンアメリカン航空機爆破事件の容疑者引渡しや犠牲者への補償にも、国として事件への関与を認めてはいないが、一部のリビア人公務員が起こした事件で遺憾に思うと応じた結果、国連の経済制裁は解除され、欧米との関係改善も進んだ。このような動きの中でアメリカはリビアを「テロ支援国家」指定から外し、その後2006年5月15日にアメリカはリビアとの国交正常化を発表した。

### アラブ・アフリカ諸国関係
1972年から1977年にかけてはエジプト、シリアとともにアラブ統一国家を目指してアラブ共和国連邦を結成したが、具体的な合邦の合意には達せず、国旗や国章などの統合にとどまり、1977年11月のエジプト大統領アンワル・アッ＝サーダートのイスラエル訪問をきっかけに解体した。
1974年1月にはチュニジアと共同で合邦を宣言し、アラブ・イスラム共和国（チュニジア・リビア連合）の成立を宣言したが、この連合は即座に消滅した。この後、チュニジアとの関係は悪化した。1980年にチュニジアで40人以上の死者を出したガフサ事件 (1980年)は、リビアが黒幕であったといわれる。1985年にはチュニジア国境に軍隊を集結し、チュニジアを威嚇した。
1965年から1979年まで続いた南隣のチャドでの内戦（チャド内戦 (1965年–1979年)）にはリビアも介入し、1973年にはリビア・チャドの国境沿いの帯状の地域であるアオゾウ地帯にリビア軍が侵入して占領した。1978年にはイッセン・ハブレをリビア軍が支援し、ハブレ派がチャド北部を制圧。これ以後、リビア軍はチャドに展開し、チャド政府軍や各軍事勢力と戦闘に入った（チャド・リビア紛争）。しかし、紛争末期の1987年、トヨタ戦争でリビア軍はチャド政府軍に敗北し多大な損害を受け、停戦の上リビアはチャド領内から撤退した。
2000年代以降はアフリカ連合の活動に積極的に参加し、アフリカ合衆国構想や汎アフリカ主義を擁護するなど、リビア外交の重点が「アラブ」から「アフリカ」に移りつつあると見る向きもあった。

### リビア内戦と国連・日本・欧米の反応
2011年3月、2011年リビア内戦に伴い、国際連合安全保障理事会において「一般市民に対して現在行われている広範かつ組織的な攻撃」や「リビア当局による傭兵の継続的使用」など「リビア・アラブ・ジャマーヒリーヤにおける事態」は「国際の平和および安全に対する脅威を構成すると認定」され、決議第1970号および1973号が採択され事態を抑止するための飛行禁止区域が設定された。これを受けて、日本国外務大臣も談話を発表した。
その後、決議の内容とは関係なく、仏英米軍がリビアへ侵攻、巡航ミサイルと航空機からの爆弾投下による爆撃を行った。これによる一般市民の犠牲数は2011年3月28日現在で最低死者109名以上、負傷者1,300名以上に上り、700名以上が死亡したとの情報もある。2011年4月1日、仏英米軍は反政府勢力に属するリビア人に対して爆撃を行い、少なくとも13名が死亡した、負傷者数は不明。4月1日から4月10日にかけての米仏英軍の爆撃により、アズダビヤやブレガなどでリビア国民200人ほどが死亡した。

## 国の象徴

リビア・アラブ共和国の国旗（1969年-1972年）

1972年-1977年の国旗

1977年-2011年の国旗

リビア・アラブ共和国の国章（1970年-1972年）

アラブ共和国連邦の国章（1972-1977）

1972年-1977年の国章

1977年-2011年の国章

### 国旗
大リビア・アラブ社会主義人民ジャマーヒリーヤ国の国旗は、緑一色と非常に簡素であった。この国旗の以前はエジプトと共通の国旗を使用していた（アラブ共和国連邦）が、エジプトがリビアの敵対国であったイスラエルと国交樹立すると、国家指導者であったカッザーフィーは怒り狂って即刻エジプトとの断交を決断し、同時に国旗を変えるため部下に代わりの国旗をデザインするよう命じた。しかし、あまりにも時間が足りなかったために、緑一色（イスラム教の色）という簡素なデザインになったという。

## 脚註
1. 1 2   https://web.archive.org/web/20110523163149/http://www.mofa.go.jp/mofaj/area/libya/data.html
2. ↑  チュニジアの騒乱は周辺国へ波及するのか BTMU Focus London 本多克幸より引用
3. ↑  報道された映像はすべて反政府関係者数人がカメラの前を覆うものであった
4. ↑  “リビアの全土解放を宣言 国民評議会”. 朝日新聞. (2011年10月24日) 2011年10月24日閲覧。 {{cite news}}: |work=、|newspaper=引数が重複しています。 (説明)⚠
5. ↑  “アーカイブされたコピー”. 2011年2月26日時点のオリジナルよりアーカイブ。2011年2月25日閲覧。
6. ↑  http://www.unic.or.jp/security_co/res/res1973.htm
7. ↑  「依然としてリビア当局による自国民に対する著しい暴力が継続していることを強く非難するとともに，多くの死傷者が出ていることを強く懸念」し、「ムアンマル・アル・カダフィ革命指導者をはじめリビア当局が，リビア国民に対する暴力をただちに停止するよう強く求め」、「今般の決議は，リビア当局に対する国際社会の明確かつ強いメッセージであり，日本政府は，リビア当局が決議をただちに遵守することを強く求め」るとの
8. ↑  AFP通信が24日、ミスラタの医師の話として伝えたところによると、18日以降で109人が死亡、1300人以上が負傷したという。（2011年3月25日09時27分  読売新聞）